# Жанатлек (Павлодарская область)
Жанатлек (каз. Жаңатілек) — село в Майском районе Павлодарской области Казахстана. Входит в состав Баскольского сельского округа. Находится примерно в 31 км к северо-западу от села Коктобе. Код КАТО — 555637300.

## Население
В 1999 году население села составляло 328 человек (157 мужчин и 171 женщина). По данным переписи 2009 года, в селе проживало 115 человек (60 мужчин и 55 женщин).